# Wilhelm Garbe (Sportfunktionär)
Wilhelm Garbe (* 27. Oktober 1893 in Hannover; † 18. Juni 1967 ebenda) war ein deutscher Manager, Förderer von Sportvereinen und Sportfunktionär.

## Werdegang
Geboren in den Gründerjahren des Deutschen Kaiserreichs, betätigte sich Wilhelm Garbe in seiner Jugend von 1913 bis nach der Zeit des Ersten Weltkrieges 1923 aktiv als Ruderer, Rugbyspieler und Leichtathlet.
Unterdessen hatte Garbe nach einer kaufmännischen Ausbildung bereits zu Beginn der Weimarer Republik 1918 seine Laufbahn bei der Continental-Gummiwerke AG in Hannover begonnen. Sie sollte ihn als Direktor bis in den Vorstand führen, dem er dann zehn Jahre lang angehörte. Er trat zum 1. Mai 1933 der NSDAP bei (Mitgliedsnummer 2.957.987).
Nach der Zeit des Nationalsozialismus und dem Zweiten Weltkrieg war Garbe, der vielfältige Förderer von Sport- und Turnvereinen, gemeinsam mit Georg von Opel, Gustav Schäfer und Wilhelm Henze Mitbegründer der Deutschen Olympischen Gesellschaft (DOG), deren Vizepräsident er bis zu seinem Tod blieb.
1957/60 initiierte er durch eine Spende der „Conti“ von 300.000 DM den Ausbau des Fössebades.
Direktor der Continental AG und enger Mitarbeiter von von Opel, wurde auf Wilhelm Garbes Betreiben hin 1959 in Hannover der Golden Plan der DOG zum Bau von Sportstätten verkündet.
Auch dem Präsidium des Nationalen Olympischen Komitees (NOK) gehörte er bis zu seinem Tod 1967 an.

## Ehrungen
- 1958: Goldene Ehrenplakette der Deutschen Olympischen Gesellschaft[1]
- 1959: Großes Verdienstkreuz des Verdienstordens der Bundesrepublik Deutschland[1]
- 1967: Der Wanderpreis der DOG wird Wilhelm-Garbe-Preis genannt[1]